# Alunișu (okręg Aluta)
Alunișu – wieś w Rumunii, w okręgu Aluta, w gminie Spineni. W 2011 roku liczyła 409 mieszkańców. 